# Tapadas (Criação Velha)
As Tapadas é um povoado portuguesa localizado na freguesia da Criação Velha, concelho da Madalena do Pico, ilha do Pico, arquipélago dos Açores. 
Esta localidade profundamente ligada à produção do vinho Verdelho encontra-se próximo ao sítio das Rosário, do Alto da Cerca  e do Lajidos.